# ルナハイツ
『ルナハイツ』（Luna-Heights）は、星里もちるによる日本の漫画作品。『ビッグコミックスペリオール』（小学館）にて、2003年第9号から2004年第22号まで連載された。単行本は全4巻。星里得意の住宅ラブコメである。2005年12月24日に安田美沙子主演で原作の前半部分が映画化された。さらに2006年12月23日に後半部分にあたる『ルナハイツ2』が公開された。

## あらすじ
盟王製紙の総務課に勤める南條 隼人は恋人の友美との結婚間近。同僚との付き合いも断り倹約を重ねて、やっとの思いで建売りの3階建てのマイホームを購入した。しかし、新築の家を引き渡され、入居を目前にして、友美から携帯電話で「もう会いたくない」と一方的に破談を言い渡されてしまう。そんな事情を知らない課長は披露宴の招待状を直接手渡すが隼人はその場で破り捨てる。「結婚式そのものがなくなったんです」という隼人を慰めるため課長は飲みに連れ出す。隼人はヤケ酒で泥酔し、強引に課長を新居に案内する。その際に課長の「南條の新居を会社の女子寮にする」という提案に、隼人は酔った勢いで了承してしまう。折りしも、盟王製紙は経費削減として社員寮の整理を検討していたが、代官山の女子寮に住む4人は退去の条件に代替の寮を要求しており、対処に困っていた。 酔っていたとはいえ了承してしまい、課長は上層部に事案として上げる。
休日、うそ寒い新居にいた隼人に電話がかかり、一人の女性が上がり込む。宅配業者と勘違いした隼人に代表として内見に来たと告げたのは商品開発課の大月 窓明（まどり）だった。セールスの電話応対する隼人をよそに、まどりは物干し台に寝転んで空を眺め、すっかり気に入ったという。だが、隼人の心が晴れるはずもなかった。愛する友美と暮らすはずだった新居に赤の他人である4人の女性と暮らすことになる。そんな状況は隼人にとって受け入れがたいものだった。そのとき、宅配業者が到着し、隼人は整理していない荷物の中から印鑑を探し出す際に段ボールで腕を切ってしまう。すかさずまどりは我が社イチ押しの製品だと止血する。隼人はまどりに感謝するが、女性の宅配員から止血に使われたのが生理用ナプキンだと指摘される。そのことに恥じ入り、届いた荷物が結婚祝いの品で更に落ち込む。そんな隼人をよそに他の3人もやって来る。
後日、部長から呼び出された隼人は新女子寮が正式決定したことを告げられる。契約上、他人に貸すことは出来ないという隼人に「書類上この寮は存在しない」と部長は取りあわない。「風紀上好ましくない」という隼人に「風紀は乱れてもかまわない。いっそ4人の誰かと結婚してしまえ」と言われてしまう。なおも抵抗を試みる隼人は4人の説得に乗り出す。営業部の日高 りんはネットオークションに熱を上げている。りんから新居の回線について尋ねられた隼人は既に住む気満々だと断念させられる。秘書課の千ヶ崎 裕子は合コンセッター。説得どころか穴埋め要員を求められて断念させられる。経理課の土屋 重子（重さん）とはコミュニケーションさえままならない。商品開発課で白衣姿のまどりと再会した隼人は他の3人の説得を頼む。乗り気でない隼人にまどりは冗談めかして男としてケダモノの部分が抑えられないのかと問うが、隼人は「愛のないセックスは出来ない」と言い切る。逆になぜ寮にこだわると問うとまどりから「みんな寂しがり屋なのだ」と言われる。帰宅した隼人をまどりが待っていた。誰かに「おかえり」と言われることに隼人は少し癒やされるが、それにほだされるのを他の3人が待ち構えていた。こうしてなし崩しに新居が女子寮となることが決まる。
事が決まってしまうとしっかり者の隼人の対応は早く、引っ越しの日時も段取りも業者の手配も決め、部屋割りについてはクジ引きで決めることになるが、とことん運に見放される隼人はリビングを引き当ててしまう。引っ越し当日、まどりが掃除のため先に現れるが、そこに友美の父親が新築祝いの酒を持って現れ、隼人に謝罪して帰って行く。飲んだくれた隼人は玄関に鍵をかけて最後の抵抗を試みるが、ゴンドラにのったまどりに「友美さんが戻ったら出て行く」と告げられ、隼人は大人げない対応を反省する。酔い潰れた隼人をよそに寮の名前がまどりの提案で「ルナハイツ」に決まる。
新しい生活に馴染もうと努力する隼人だったが空回り。入浴後にバスタオル一枚のまどりと鉢合わせたり、泥酔した裕子の後始末に追われたりとハプニングが続き、生理で怒りっぽくなったまどりとケンカになり隼人は戻らない。理由はまどりとのケンカだけではなく、披露宴とハネムーンで休暇申請していたためだった。ルナハイツに結婚式場から電話が入り、自虐的になった隼人が花嫁も参列者もいない披露宴をすると知った4人は慌てて式場に駆けつける。貸衣装を借りて参加者となる筈がまどりに合う衣装だけが見つからずサイズがぴったりの衣装があると判断した式場スタッフはまどりに花嫁衣装を着せ、お色直しのアナウンスに合わせて登壇させてしまう。こうして隼人の人生最悪の日はそれなりに楽しいものになる。しかし、それですべて上手く行くわけでなく、隼人は朝の体操を言いだし、ベランダに女物の下着を干されたことで隼人から立ち入り禁止にされてしまう。どうにか和解しても洗濯機が酷使で寿命を迎え、部長に相談するやママさんバレー大会の出場を条件にされる。「勝ったら乾燥機も」という条件に重と経験者の裕子が奮起し、ルナハイツは新品の洗濯機と乾燥機を手に入れた。
隼人とまどりは一連の出来事で急接近し、傍目にはお似合いのカップル。そんな状況を「キモい」というりんだったが裕子に無理矢理合コンの数あわせにさせられ、隼人も旧友から別口で誘われたことで気まずい思いをさせられる。その帰りにチンピラに絡まれた隼人とりんだったが隼人は事なかれを装って相手を懲らしめていた。大学時代は太極拳で全国2位だという隼人はりんに「強さを見せつけるなんてカッコ悪い」と笑う。そんな奥ゆかしい面もある隼人にりんは惚れてしまい他の3人に打ち明ける。裕子はアプローチをかけるよう後押しするが告白したことのないりんは突然のメール攻勢で不審がられる。裕子から告白メールを送られ、メール攻勢の件をまどりに相談していた隼人に突然抱きついてしまい。裕子が三人を集めて事情聴取に及んだことで、いまだ友美の影が拭いきれず、はっきりした態度に出られない隼人にはぐらかされる。こうしてお人好しの三人による三角関係が物語の終盤までダラダラ続くことになるのだが、身重の友美の出現や謎の幽霊騒動、非常識な新入社員の登場に、部長の謀略発覚などルナハイツに騒動は絶えなかった。

## 登場人物
南條 隼人（なんじょう はやと）（演：柏原収史）
本作の主人公。盟王製紙総務課に勤務。婚約者の友美から結婚式目前に婚約解消され失意の中、自宅を女子寮にされてしまう。自宅でありながら抽選でリビングが自室になってしまう。性格は生真面目で一本気な男。登場当初は失意のどん底で落ち込む顔ばかりだったが本来は体育会系の熱血漢。ルナハイツの住人達から熱血と書いてバカと読む扱いを受ける。太極拳の有段者で実は腕っ節が強いが強さをひけらかさない。また、男兄弟に育ったせいで女性に対しては免疫が少ない。どんな話でも自然に出来てしまうまどりとは良い雰囲気になる。部長と裕子の不倫関係を知って大人の男に徹し切れずに殴りかかって返り討ちに遭い意気消沈するが、まどりから告白されて立ち直る。田所部長との対決に際してまどりを邪念扱いして傷つけてしまい苦戦を強いられるがまどりの応援で立ち直って勝利する。しかし、その後もさして仲が進展せず、気を利かせた住人たちが次々に出て行くと言い出し、田所に家族寮として引き続き自宅に住むことを許されたことで、わざとおおっぴらに抱き合って住人たちの動揺を誘った上で入籍を報告し結果的にルナハイツの崩壊を食い止めた。
大月 窓明（おおつき まどり）（演：安田美沙子）
盟王製紙商品開発課に勤務。生理用ナプキンの開発を担当しており、商品調査・研究には余念がない。気さくで温厚かつ誰とでも打ち解ける大らかな性格で友美との失恋から隼人を立ち直らせた。その反面、生理の初日を迎えるたび言動・行動のたがが外れて騒動を起こす。大勢の兄弟姉妹と育ったため対人距離が他人よりも近い。りんが隼人を意識するようになると内心嫉妬するが、異性にときめき「ドキドキする」という感覚が分からず、自ら「不感症」として恋愛やセックスは苦手。ドキドキする感覚を求めて隼人にいきなり棒で襲いかかったり、田所に人生を否定されて落ち込んだ隼人を立ち直らせるため突然釘付きの棒で殴りかかる過激な面もある（映画では、男性を恋愛の対象としてみることができないのは双子の兄と一緒に育ったため、という設定に変更されている。）。更に身重の友美が隼人を頼ってきたことで変に意識する。「大切なことは言葉にしなくても分かる」という思い込みからやがて隼人を追い詰めてしまう。性に纏わる話も普段はあけすけにするが、いざとなるとガチガチに緊張する。披露宴と入籍が丸一年空いたが隼人と晴れて結婚した。最終回では一児（翼）の母親になっている。

### ルナハイツの住人
日高 りん（ひだか りん）（演：上野未来）
盟王製紙営業部に勤務。趣味はパソコンとインターネットオークションでのぬいぐるみの蒐集。職場も自宅もぬいぐるみで溢れている。実は視力が弱く、ルナハイツでは眼鏡着用。そして隠れ巨乳。あからさまに親密な隼人とまどりを「キモい」と評していたが、隼人が実は武道の達人で絡んだチンピラから助けてくれたものの「強さをひけらかすのはカッコ悪い」の一言で恋心に一気に火が付く。恋愛経験が少ないせいで告白に苦慮し、裕子の助力を仰いだ結果、早すぎた告白が隼人からはぐらかされるだけになってしまう。結局、隼人の気を惹こうと奮闘することに落ち着く。友美の登場時はかなり無理をして悩殺作戦に出るが「露出度の高い姿は隼人が嫌がる」と友美に止められて玉砕した。幽霊騒動では実際に目撃して激しく動揺。リビングで寝かせてと言い出すが（実は一人寝が怖い）まどりと三人で寝ることになる。大久保の登場でジェラシーをこじらせた隼人と外に飲みに行くことになり偶然大久保の本性を見てしまうが、恋仇であるまどりには告げない作戦に出る。田所と隼人の対決では、直前に破局した二人を見てラストチャンスを狙うが結果的に失恋した。しかし、念願のぱるぴー人形は落札した。最終回ではオカマのイラストレーターと同居中。
茅ヶ崎 裕子（ちがさき ゆうこ）（演：斉藤優）
盟王製紙秘書課に勤務。柴咲コウに喩えられる美人。他人の恋愛をお膳立てする合コンセッター。自ら企画した合コンでカップルを成立させることに執念を燃やしている。まどりからは自分の恋愛はどうなんだとしょっちゅうツッコまれる。酒癖こそ悪いが4人の中では一番常識的で対人関係の調整能力は高い。その実、南條の上司である総務部長・田所とは付かず離れずのドロドロの不倫関係。学生時代はバレーボールをやっていた。なんだかんだで情にほだされるタイプでなにもかも失った田所と完全によりを戻した。
土屋 重子（つちや しげこ）（演：山口由紀子）
通称「重さん」。盟王製紙経理課勤に勤務。ほとんど口を利かず、筆談で会話することもある。他人とのコミュニケーションも苦手であるが、時々不意を打つように主にシェークスピア等の名言格言を披露する。なぜか日当たり悪くトイレ風呂が近い1階北側の部屋を希望し、風呂も洗濯も夜中にこっそりしている。また食事は部屋で済ませると言って大量の食糧と共に出て行く。扉には「必ずノックして下さい！」と貼り紙が貼られている。その理由は後述の通り。実は良く出来た母親で友美の出産時も陣痛の間隔などやけに詳しい一面も見せる。指摘はとにかく鋭い。
岸辺 次郎（きしべ じろう）
重子の部屋に潜り込んで暮らしている中年男。ルナハイツに暮らす二人目の男性。職にあぶれ行き倒れ寸前の所を重子に拾われ代官山寮時代から潜伏していた。物書き志望で格闘技オタク。あんなの存在がバレて存在が発覚した。重子とは事実婚状態。隼人から散々ハッパをかけられても受け流している。さすがに幼稚園に上がるあんなのために自立を決意して出て行くことを告げるが、隼人とまどりの一計で思いとどまる。最終回では重子の子である次女の「かんな」と次の子ももうけている。
女の子の幽霊 → 岸辺 あんな
夜中に出没する。実は岸辺の一人娘。3歳。騒がず手が掛からない大人しい子で賢い。幽霊騒動の最中、警報器の音に驚いてお漏らししてしまい泣いたことで事情が発覚。隼人から出て行くように言われるが、失敗を優しく諭した重子に見せたあんなの笑顔に隼人が思い直して居住を認めた。最終回では小学生に成長している。

### 盟王製紙関係者
田所部長
南條の上司。老朽化した代官山女子寮にかわって南條の建てた新築住宅を事実上の女子寮とすることを決定した人物。老獪なやり口で隼人をまんまと丸め込んだ。隼人を寮長とし、残業代を支給するかわりに自宅を提供させた。その後もなにかあると相談されるが全く取り合わない。後に裕子との不倫関係が発覚し、代官山寮の廃止に反対した裕子に代替物件を要求され総務課長に丸投げしたことがルナハイツ誕生に到った。一連の決定が部長の策略だと判明して激昂した南條から罵られるが、「まさか1年も続くとは思わなかった」と愚弄。殴りかかった隼人を背負い投げで投げ飛ばした。実は柔道と空手の有段者。その後、（まどりたちが無理矢理書かせた）「果たし状」で異種格闘技戦を挑まれる。裕子から勝ったら貴方の女になると言われ引き受ける。だが興信所の調査で裕子との不倫関係が妻のきみ子にバレて家を追い出され背水の陣に立たされる。反則スレスレの行為で大人げなく勝ちに行くも、土壇場で南條を応援した裕子に気を取られ、隙をつかれて逆転負けした。その後、ビジネスホテルを転々とした上、金も尽きて会社のソファーで寝泊まりするうらぶれた生活を経て裕子と復縁した。最終回では慰謝料支払いのため自ら家族寮にしたルナハイツの住人になっている。
八木敏夫
総務課長。南條の直属の上司。眼鏡で頭髪が後退気味。既婚者。南條と違い賃貸マンション住まいなのはバブル時代と崩壊後の不況という荒波を乗り切ったため。披露宴の招待状を破り捨てた隼人を慰めるために飲みに連れて行き、新居の広さを見て女子寮にするというアイデアを思いついた張本人。まどりたちとの生活が始まり他人と暮らす厳しさを痛感した隼人を宥めるために自宅に泊めた、優しく理解ある上司。南條が気付かなかった住むということの一つの理想を見せる。大崎を誘った飲み会では酔い潰れて絡んだ隼人のせいで二次会に出られなかった。その後、裕子と田所の関係発覚後に南條に問い詰められ、田所からの無茶ぶりに花嫁に逃げられた南條の新居を利用することを提案したことを打ち明けた。
田代
南條の同僚。彼女にフラれたショックを隼人に慰められ、酔い潰れてルナハイツに招かれるが隼人の生活がハーレム状態だと知る。住人たちも気を遣って理想的に振る舞ったため嫉妬を募らせ社内に怪文書を出回らせるが、事情をよく知る総務課長にスルーされる。上層部に密告しようとするが秘書課の裕子に目撃され、田所に呼び出されて叱責される。更なる証拠を求めて鍵を盗んで忍び込んだ際に「女の子の幽霊」と鉢合わせ、更に偶然にも田所と裕子の不倫関係まで目撃してしまいストレスで自律神経をやられて入院となった。
大久保
新入社員。まどりに一目惚れしていきなり告白まがいのことした。まどりにそうした気概と情熱を気に入られる。裕子の計略で煮え切らない隼人を焚きつける役として商品開発課に配属される。だがその実単なる女好き。りんも巨乳だから紹介してくれと言い出す。その後、試写会を口実にまどりを誘うが力不足を指摘され、田所部長と南條の試合観戦の際にまどりに告白するが正式にフラれた。
大崎
総務課で南條の先輩だった女性。独身時代、代官山寮で暮らしていたが寿退社した。子連れで社に遊びに来た際にルナハイツのことを話題にし、うっかり口をすべらせて裕子と田所の不倫関係を隼人にほのめかしてしまった。飲み会後にルナハイツを訪ねてまどりやりんと話に花を咲かせていたが、隼人が帰宅し逃げ遅れて白状させられた。

### その他
松浦 友美（まつうら ともみ）（演：後藤ゆきこ）
南條の婚約者だったが、突如、電話で別れを告げて失踪した。実は強引に結婚話を進めていく隼人についていけずに、マリッジブルーに陥り、たった一度だけの過ちで妊娠して事情を話せずに別れを切り出した。ある意味、南條の理想の女性像を実物にしたような女性で隼人の嫌がることは決してしないし、させない。実家とも絶縁して戻れず出産が近付く中、有森のアパートで帰りを待ち続けた。偶然、病院で隼人と再会し、不安に耐えきれずにルナハイツに来てしまう。二人の新居となる筈の家が女子寮になったと知って激怒し台風の中出て行こうとする。結局、しばらく居着く。その間に陣痛が始まってしまい男児を出産する。
有森 研二（ありもり けんじ）
南條から友美を奪ってしまった男。友美に片思いを寄せていたが婚約者である南條の存在を知っており、二人の関係がギクシャクしたことにつけ込んで彼女を抱いた。しかし、自分が友美の幸せを奪ってしまったかも知れないとの後悔と自信のなさから入籍もしなかった。町工場で働く若い工員だったが産まれてくる子供のため張り切って資格試験を受けるが失敗。クビにされたと勘違いし、帰るに帰れなくなり日雇いの作業員をして生活費を送っていた。まどりたちの捜索で発見され、我が子と対面するも納得の行かない南條に殴られた後、子供の誕生を祝福された。社長に殴られて職場復帰し、義父にも殴られて認められた。

## 単行本
いずれも小学館ビッグコミックス。
1. （2003年10月30日発売）ISBN 4091864244
2. （2004年2月発行）ISBN 4091864252
3. （2004年8月発行）ISBN 4091864260
4. （2004年12月発行）ISBN 4091864279

## 映画

### 出演者
主要キャストについては前述。（2）は『ルナハイツ2』のみの出演者。
- 石塚義文（部長）：村野武範
- 池野忠志（課長）：乱一世
- 岸辺次郎：飯尾和樹
- 岸辺あんな：大橋のぞみ
- 大久保雅春：小西大樹（2）
- 古田かおり：古谷香織（2）
- 有森研二：金子昇（2）
- 藤野真理：夏川純（2）
- 井上モータース社長：藤波辰爾（2）
- 内田譲
- 蒲生純一

### スタッフ
- 監督：初山恭洋
- 脚本：ミスミホノオ
- 企画・製作統括：吉岡市雄
- プロデューサー：河村健一郎
- 音楽：足立洋
- 撮影：北澤弘之（1作目）、村埜茂樹（2作目）
- 照明：清野俊博
- 美術：津留啓亮
- 制作：キックファクトリー
- 協力：アーティストハウス・ピラミッド、イングス、スタイルコーポレーション、小学館『ビッグコミックスペリオール』編集部
- 製作：ルナハイツ委員会（1作目）、ルナハイツパートナーズ（2作目）

### 主題歌
- AZURE「笑顔の先に」「REALIZE」
本作に出演した斉藤優と山口由紀子が在籍していたユニットの楽曲。

#### サウンドトラック
2006年5月17日にFARM RECORDSから「ルナハイツ・サウンドトラック」として発売（品番：FARM-63）。前述の主題歌2曲の他、安田美沙子による劇中の名シーンを部分収録している。
1. 笑顔の先に／AZURE
2. 劇中カット～回想シーン
3. 笑顔の先に（ピアノ・ヴァージョン）
4. 劇中カット～教会シーン
5. 笑顔の先に（教会オルガン・ヴァージョン）
6. REALIZE／AZURE

## その他
本作品の番外編である『ルナハイツ番外編・岸辺のアルバム』が『ビッグコミックスペリオール』2006年5月号に掲載された。タイトルはテレビドラマ『岸辺のアルバム』から取られたと思われる。土屋重子に縁のある父娘の苗字が岸辺であることが理由と思われる。単行本未収録。